# 塞瓦斯蒂安·皮涅拉
米格尔·胡安·塞瓦斯蒂安·皮涅拉·埃切尼克（西班牙語：Miguel Juan Sebastián Piñera Echenique，西班牙語發音：[miˈɣel ˈxwan seβasˈtjam piˈɲeɾa etʃeˈnike] ⓘ；1949年12月1日—2024年2月6日），智利共和國企业家、政治人物，前智利总统。

## 早年
皮涅拉出生于圣地亚哥，皮涅拉是何塞·皮涅拉与马格达莱纳·埃切尼克六个子女中的第三个。1950年其父成为智利经济发展组织（CORFO）第一个海外办公室的外派代表，因而皮涅拉与其家人在美国渡過了一段時間。1955年皮涅拉回到智利，入学于威尔波·蒂维诺·德国学校，并在此完成了其小学及部分中学学业（1955－1964）。在爱德华多·弗雷·蒙塔尔瓦担任总统期間，任命皮聂拉的父亲为智利驻比利时大使之后，他开始和家人在欧洲生活，入学布鲁塞尔的圣卜尼法斯，继续中学的学业。就是在这里，他接受到当时充斥欧洲的各种大学运动的思想精神。1967年皮涅拉的父亲担任驻联合国智利大使一职，于此，他重新回到智利的威尔波·蒂维诺·德国学校，完成了中学最后一年的学业。
1968年，皮涅拉进入智利天主教大学经济系。1971年，他取得了商业工程学士学位，并以该学年第一名的成绩被授予劳尔·伊夫奖。1973年，他来到美国哈佛大学经济系攻读博士学位。他以名为《发展中国家的教育经济，调查编集》的毕业论文取得了博士学位。

## 家庭
1973年去美国之前，皮涅拉与身为卡洛斯·科萨努埃学院青少年与家庭关系指导员，毕业于Mayor大学家庭与人类关系系的塞西莉亚·莫雷尔·蒙特斯结婚。他们育有四个子女，全部都是專業人士。1976年皮涅拉回到智利后首先投身于教学工作。在智利天主教大学、智利大学、阿道夫·伊巴涅斯大学以及瓦尔帕莱索商学院教授课程。与此同时他在美洲開發銀行（BID）（1974－1976）和世界银行（1975－1978）任顾问一职。他同时为拉丁美洲和加勒比经济委员会工作。在该委员会，他积极参与了名为“拉丁美洲贫困状况分布及其有效改善政策”的项目框架。

## 创业
1976年成为和的智利代理。他成立了Bancard有限公司，使智利人获得了这种新的付款方式以及取得贷款途径。与此同时他参与了CMB有限公司、美洲不动产有限公司、Aconcagua建筑公司和Los Andes出版有限公司的创立。在此同时，他也是苹果公司智利地区的官方代理，并且在几年后，他成为智利國家航空、Chilevisión电视台、Blanco y Negro有限公司等公司的股东之一。

## 公益事業
1989年，他与妻子塞西莉亚·莫雷尔一同创建女子创业基金会（并至今维持着），目的是协助处于贫困状况中的青年妇女的个人发展并获得能力培训。1993年，他还创建了以促进文化艺术发展、为智利民众提供文化艺艺术活动、使文化艺术更贴近人民生活为目的未来基金会。该基金会曾举办过“艺术向人靠近”“我发现了我的城市”“博物馆在手中”和“教师文化性实习”等教育性活动。与此同时，该基金会也启动了诸多城市规划项目，如“可通航的马坡桥河”、“马格姆河道的转型”以及“智利的体育场”。未来基金会也积极发展了保护自然环境的项目。2005年，它创建了位于奇洛埃岛南部的坦塔乌科公园。该公园占地140.000公顷，拥有共220千米的人工道路以及多处露营地，供游人野游，钓鱼，遥望野生鸟类和迁徙经过的鲸鱼。这里保存并保护着各种濒危物种以及生态环境，同时促进并开展着生态旅游计划和各类相关的学术调查研究。
另外皮涅拉曾为基督之家的辅导员多年。并且，担任过诸多荣誉委员会委员，其中包括对外关系咨询委员会，以及前总统里卡多·拉戈斯建立的拜森泰尼亚尔委员会。

## 總統

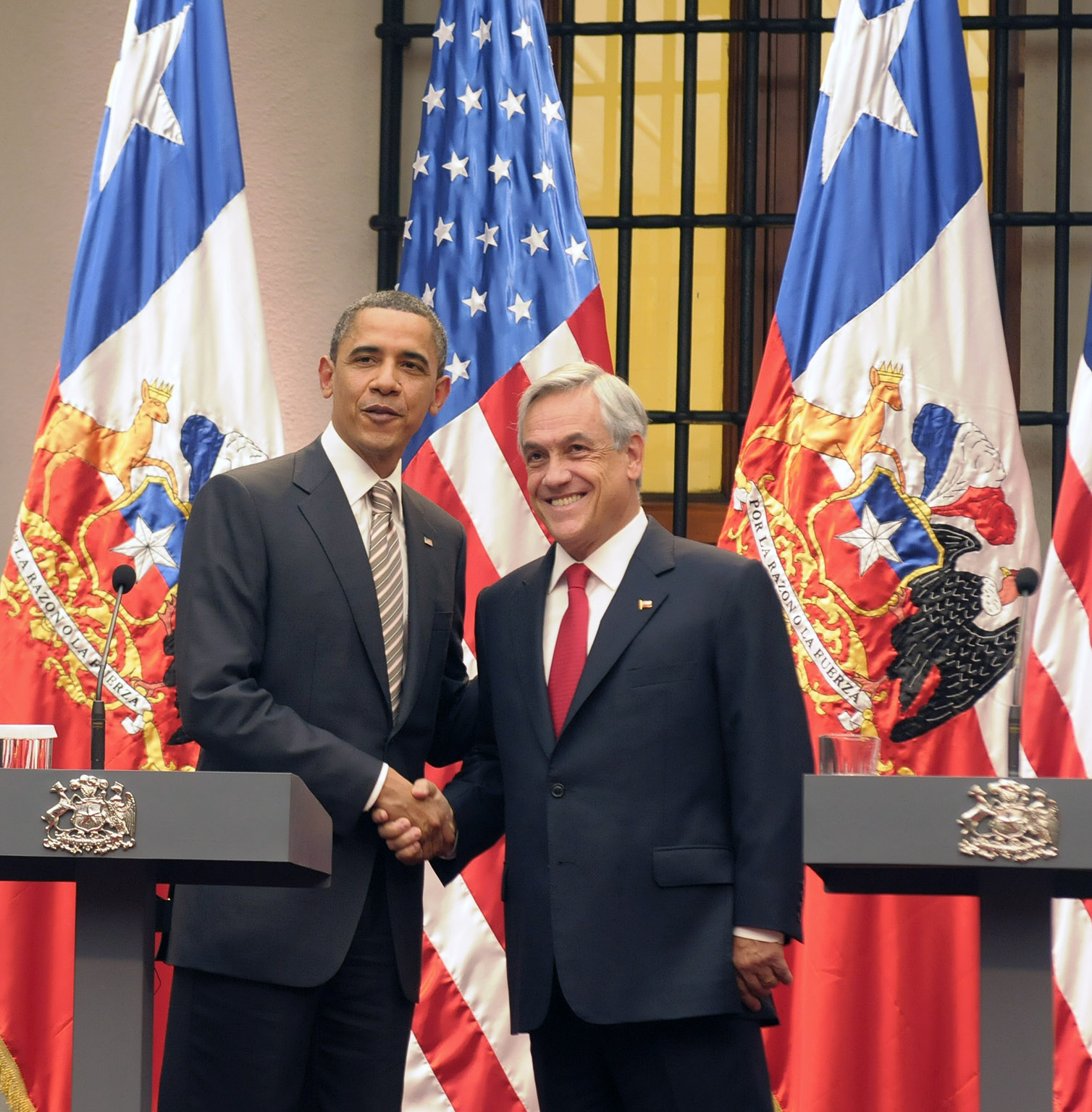
2011年3月21日皮涅拉与美国总统贝拉克·奥巴马会面握手

2010年1月17日，皮涅拉在第二轮投票中当选智利总统，成為智利20年來首位右翼總統。2010年3月11日正式宣誓就职，就职仪式举行后即奔赴2010年智利大地震灾区视察，并于当晚9点抵达圣地亚哥总统府，向国民发表第一次演讲。
2010年科皮亞波礦難，由於處理成功，本次礦災意外並未有罹難者，成為國際新聞，並打破世界紀錄。
皮涅拉的第一任總統任期在2014年屆滿，依憲法規定不得連任。他於2017年大選再次當選為智利總統。
皮涅拉第二任內，智利国内贫富不均，首都圣地亚哥生活费高昂重挫人心，民众纷纷呼吁政府进行国家税制、劳动法规、退休金体制等多层面改革。因能源成本上涨与货币汇率疲软等因素，2019年1月圣地亚哥地铁票价加价20比索，10月6日起启用新系统后，票价再加30比索后引发大规模示威，造成大量基础设施被破坏。20日皮涅拉宣布全国进入紧急状态，决定冻结地铁票价涨价政策以平息事态，同时严厉指责示威者的暴徒行为。示威衝突導致18人死亡。
2020年10月，延續前一年青年學生掀起的社會改革示威，皮涅拉同意舉行新憲公投。公投初步結果於10月25日揭曉，超過四分之三（78%）選票同意廢除原右翼軍政府獨裁者皮諾契特將軍時代制定的憲法，同時也否決由議會參與制定新憲，而將重新選舉制憲會議。皮涅拉隨後發表談話尊重投票結果，並堅稱不會辭職。
2021年5月智利投票選出155位制憲代表，包含原住民代表。
2022年3月皮涅拉卸任，制憲工作交給下一任總統加夫列尔·博里奇。

## 逝世
2024年2月6日，皮涅拉乘搭直升機飛越智利南部河大区蘭科湖附近時墜機身亡，終年74歲，但其餘3名隨行人員全部生還。時任總統加夫列尔·博里奇宣佈全國哀悼3天，並將為他舉行國葬。

## 註释
1. ↑  根据民族革新党章第77条，任总统时成员资格冻结，但皮涅拉在2014年第一任卸任后并未选择恢复党籍